# Cô gái có hình xăm rồng
Cô nàng có hình xăm rồng (tên gốc theo tiếng Thụy Điển: Män som hatar kvinnor, tạm dịch "Đàn ông ghét đàn bà") là một tiểu thuyết trinh thám được viết bởi tác gia và ký giả người Thụy Điển Stieg Larsson (1954-2004). Sau khi ông qua đời, cuốn tiểu thuyết được phát hành năm 2005 đã trở thành cuốn sách bán chạy nhất ở châu Âu và Hoa Kỳ. Đây là cuốn sách đầu tiên trong bộ ba series sách Millennium (Thiên niên kỷ).